# Dewoitine D.37
Девуатин D.37 (фр. Dewoitine D.37) — французский истребитель межвоенного периода. Первый полёт совершил 1 октября 1931 года. Спроектирован Эмилем Девуатином. Представлял собой моноплан-парасоль металлической конструкции с полотняной обшивкой. D.373/376 стал первым в мире палубным истребителем-монопланом.

## Проектирование
Истребитель разрабатывался в рамках конкурса Министерства авиации. Вооружение самолётов оставалось стандартным: четыре пулемёта.

## Модификации
- D.37 (D.370): прототип, разработанный на Lioré et Olivier, с 14-цилиндровым двухрядным двигателем Gnome-Rhône 14Kds (740 л.с. / 550 кВт). 1 экземпляр.
- D.371C1 — вариант для ВВС Франции. Первый полёт в марте 1934 года.  Двигатель Gnome-Rhône 14Kfs (930 л.с. /690 кВт), тормоза шасси. 2 × 7,5 мм крыльевых пулемёта MAC 1934. Построено 28 (по другим данным 29) самолётов.
- D.372L — вариант для ВВС Литвы. Без тормозов шасси. 2 синхронизированных пулемёта под капотом и 2 крыльевых; на прототипе D.371-01 в подкрыльевых обтекателях пробовали устанавливать 2 × 20-мм пушки Hispano-Suiza S9 (по лицензии Oerlikon), но дальше экспериментов дело не пошло. Впоследствии заказ перезаключён на D.501, а эти самолёты перепроданы в республиканскую Испанию. Общее количество истребителей Dewoitine поставленных в Испанию оценивается в 10 D.371 и 16 (по другим данным — 14) D.372[1].
- D.373 — морской истребитель для наземного базирования авиации ВМС. 4 × MAC 1934. Построено 20 шт.
- D.376 — палубный истребитель. Отличался от D.373 складывающимся крылом. Поставлено 25 машин.[2][3].

## История службы

### Франция
D.371C1 оказался неудачным. Серийные машины в декабре 1935 года после аварии прототипа пришлось вернуть на завод для усиления крыла. Вновь в части они попали в 1937 году, когда уже устарели. 12 самолётов были переданы испанским республиканцам, а ещё 21 находились в Тунисе. Под конец карьеры ими была вооружена группа GARALD 574 в Тунисе-Эль-Ауина. Они летали очень мало из-за постоянных проблем с двигателем, и в 1939 были заменены на Morane-Saulnier MS.406.
В морской авиации лишь в декабре 1938 года D.373/376 поступили на вооружении 1-й истребительной флотилии (эскадрильи AC1 и AC2), заменив самолёты Вибо Wib 74.
На 1 января 1939 года на вооружении находилось 26 машин: 13 D.373 и 13 D.376, а в сентябре следующего года уже 22. Авианосец «Беарн» был признан непригодным для ведения боевых действий, а его эскадрильи были направлены прикрывать порты Тулон (AC2) и Кале (AC1). 20 октября 1939 года два Dewoitine были уничтожены при столкновении в полете (1 пилот погиб), затем 30 ноября погиб ещё один лётчик, когда во время учений у его самолета сложилось крыло. Затем полёты некоторое время были запрещены, и, наконец, самолётам оставили только учебно-тренировочные задачи. Они недолго оставались в строю: перевооружение эскадрилий AC1 и AC2 на Potez 631 в январе 1940 г. привело к их вытеснению, а затем к окончательному запрету эксплуатации в апреле 1940 года.

### Испания
Бортовой код CD.

## Тактико-технические характеристики
Приведённые ниже характеристики соответствуют модификации D.371/D.376:
Источник данных: D.37 "Уголок неба"/

Технические характеристики
- Экипаж: 1 пилот
- Длина: 7,44 м
- Размах крыла: 11,8/11,2 м
- Высота: 3,42 м
- Площадь крыла: 17,8 м²
- Масса пустого: 1295/1610 кг
- Нормальная взлётная масса: 1860/1970 кг
- Силовая установка: 1 × 14 цилиндровый, двухрядный, радиальный, воздушного охлаждения Gnome-Rhone 14Kfs
- Мощность двигателей: 1 × 930 л.с. (1 × 694 кВт)

Лётные характеристики
- Максимальная скорость: 405/388 км/ч
- Крейсерская скорость: 376/ км/ч
- Практическая дальность: 900/700 км
- Практический потолок: 11 000/ 10 000 м
- Скороподъёмность: 11,75 м/с

Вооружение
- Стрелково-пушечное: два установленных в фюзеляже синхронизированных 7,7-мм пулемета Vickers, два крыльевых 7,5-мм пулемёта MAC

## Эксплуатанты
Франция
- ВВС Франции:
- Aeronavale:

 Республиканская Испания
- Испанская республиканская авиация